# 얼리전트 스타디움
얼리전트 스타디움(Allegiant Stadium)는 미국 네바다주 패러다이스에 위치한 2020년 개장한 미식축구 경기장이다. NFL 라스베이거스 레이더스와 네바다 대학교 라스베이거스 미식 축구팀의 홈 경기장으로 사용하고 있다. 19억 달러의 건설 비용이 들어간 얼리전트 스타디움은 로스앤젤레스에 위치한 미식축구 경기장인 소파이 스타디움 (55억 달러)에 이어 세계에서 2번째로 가장 비싼 경기장이다.

## 갤러리

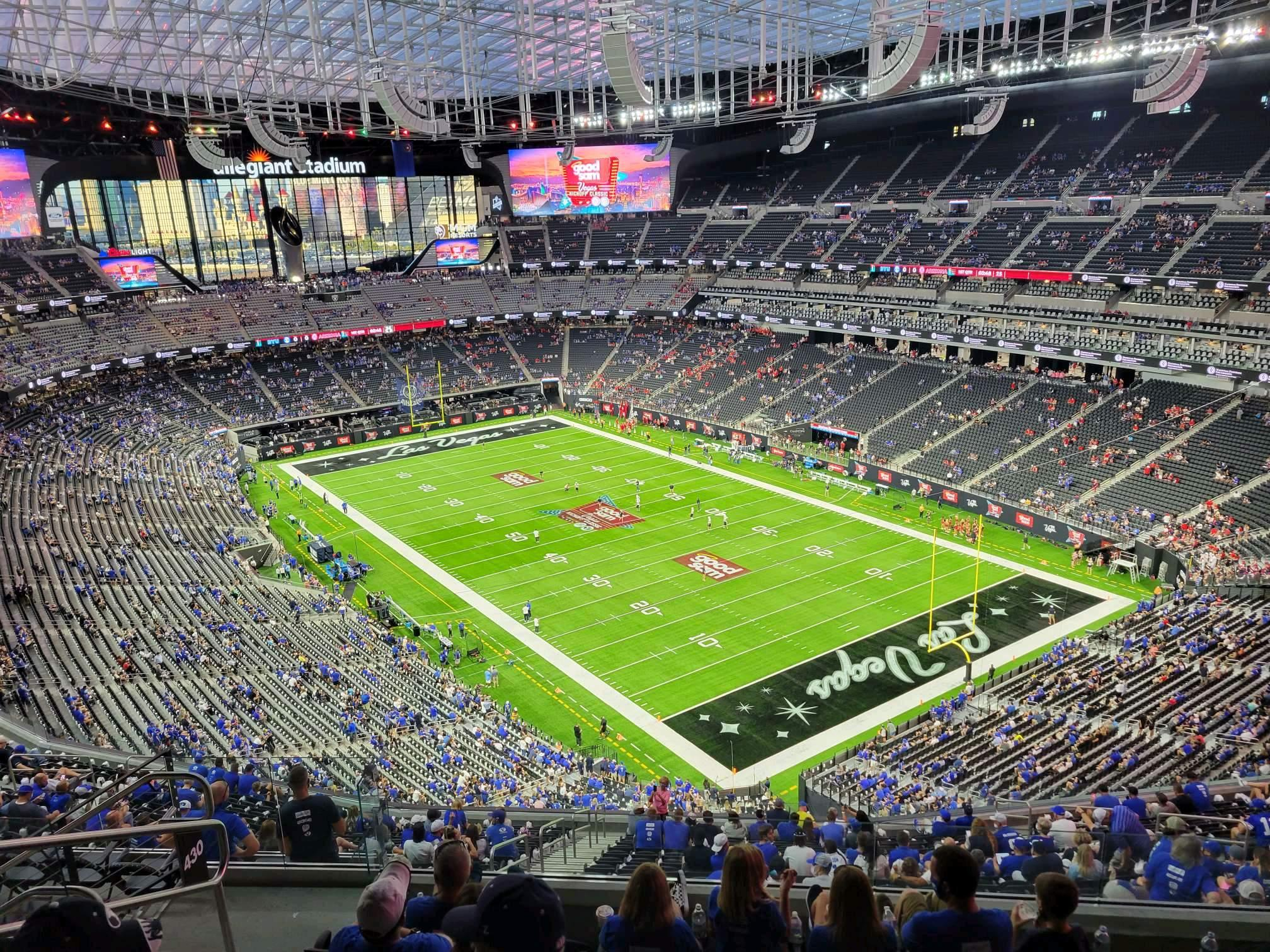
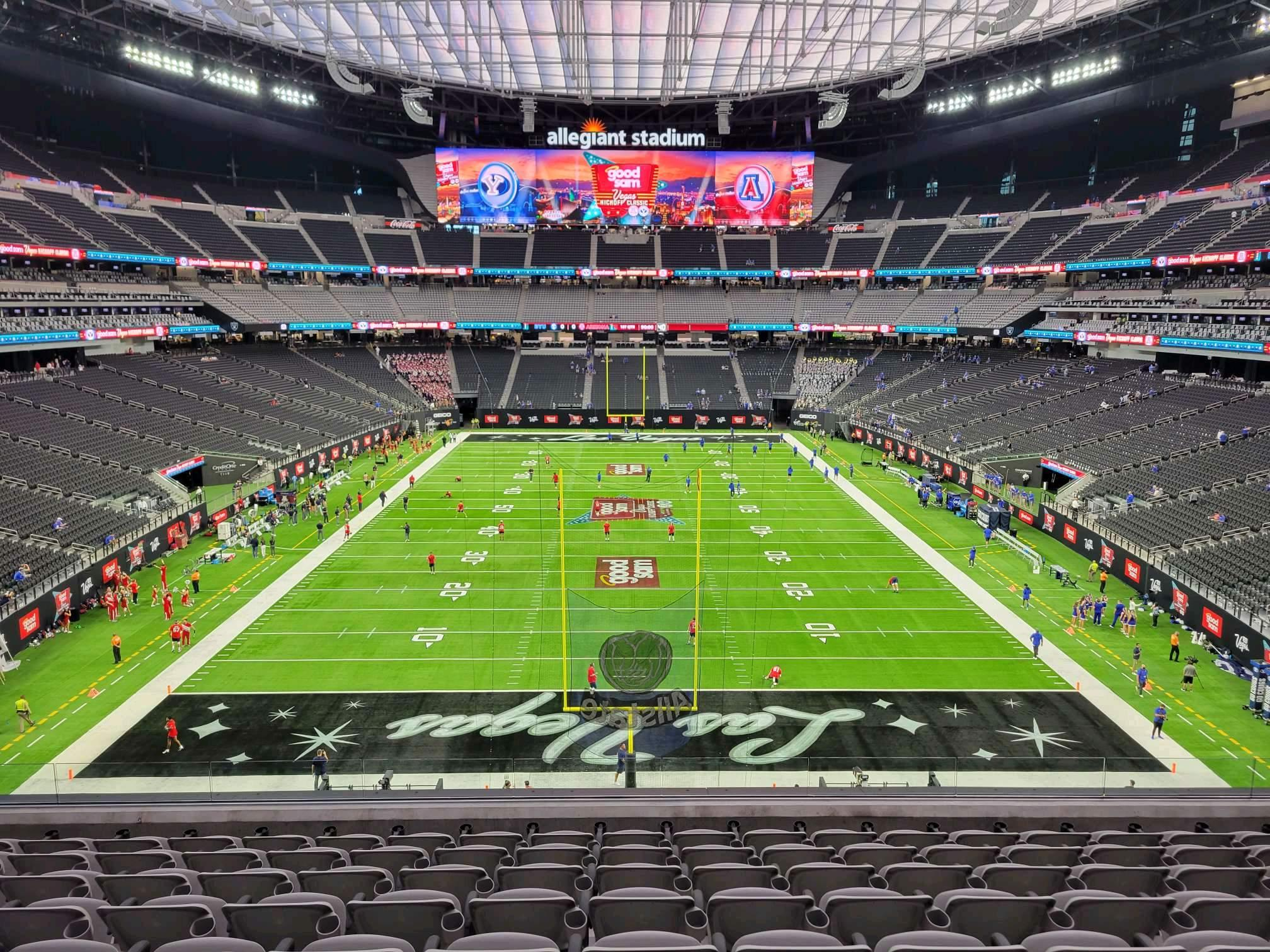
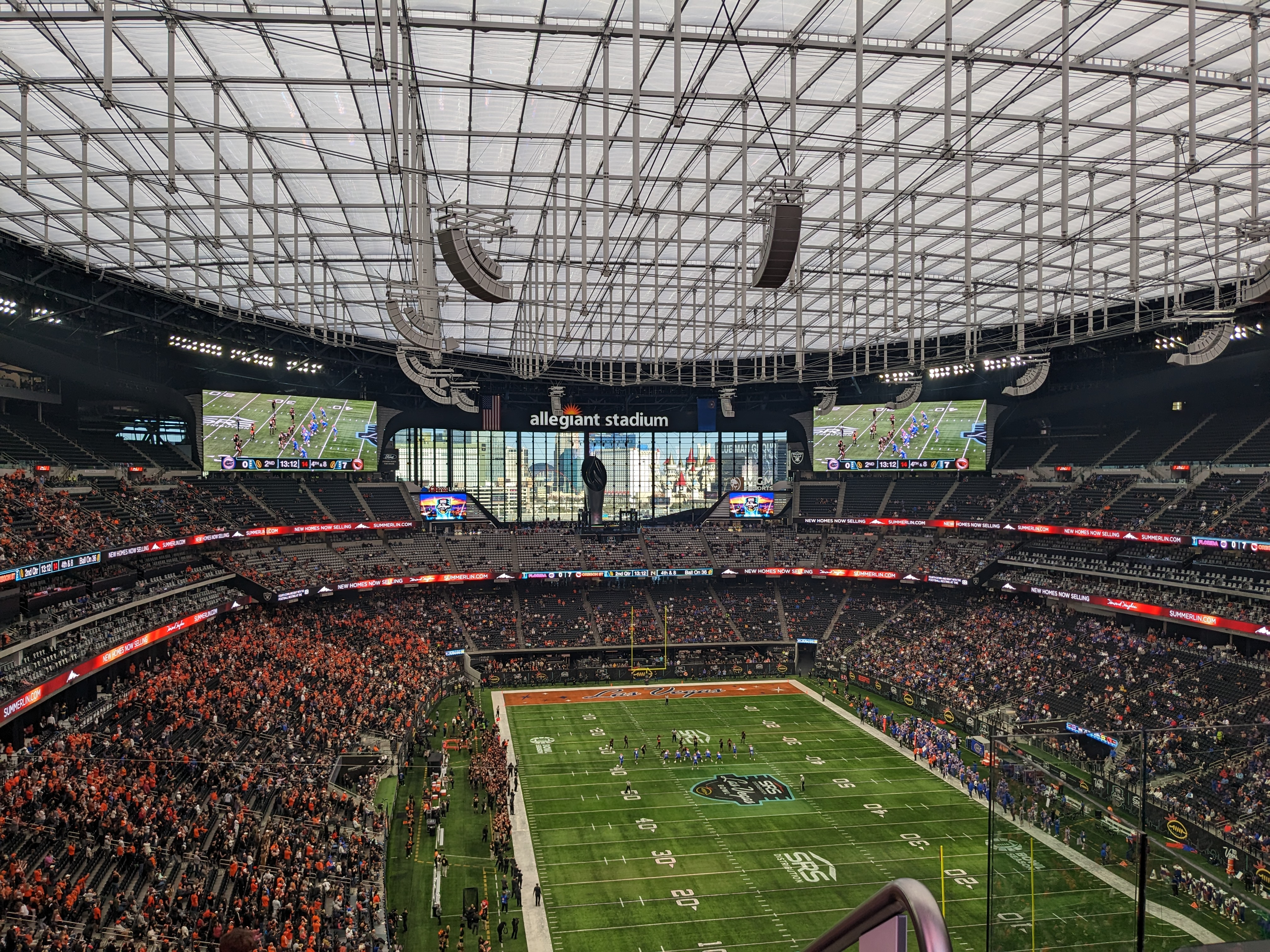
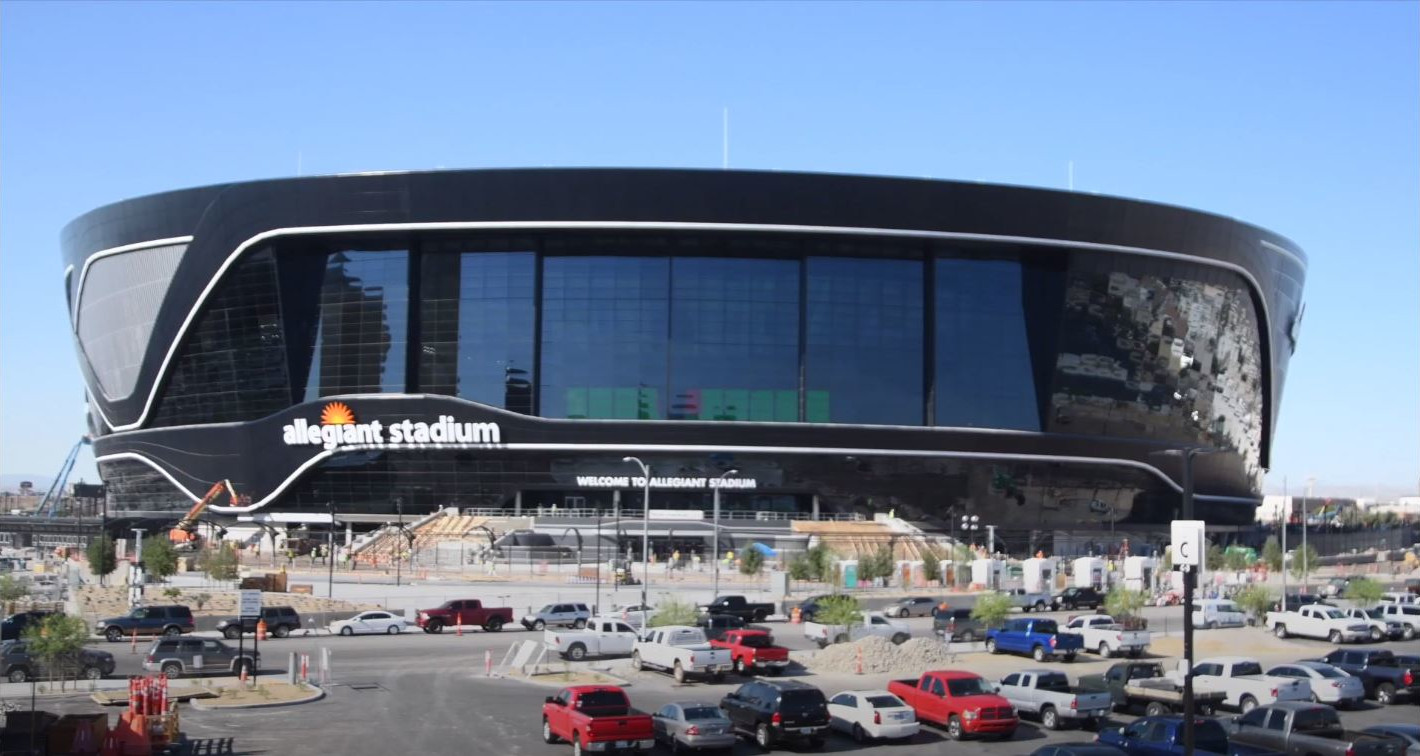

## 같이 보기
- T-모바일 아레나